# Teoría de las cucharas
La teoría de las cucharas es un modelo conceptual, utilizado con el propósito de ilustrar las dificultades diarias de personas neurodivergentes, discapacitadas y/o con patologías crónicas que no necesariamente son visibles, por lo que su situación es difícil de comprender para la gente neurotípica y no discapacitada. 

Dicha analogía explica que las personas neurodivergentes o discapacitadas se desenvuelven con una cantidad reducida de energía disponible para ejecutar sus tareas cotidianas; o bien que teniendo la misma cantidad de energía las actividades diarias les exige un mayor gasto de energía que otras personas. Las cucharas representan una unidad intangible para medir la cantidad de energía que la persona tiene a su disposición en un día. Cada actividad "cuesta" un cierto número de cucharas, las cuales sólo podrán ser reemplazadas a medida que la persona las ''recarga'' cuando descanse, o haga otras actividades que no las requieran. Cuando se acaba la cantidad de cucharas diarias, la persona no es capaz de hacer nada más que descansar. 
Aunque el modelo de las cucharas es ampliamente utilizado dentro de las comunidades de personas discapacitadas y/o neurodivergentes, este concepto todavía es considerado un neologismo.

## Origen
El término de las cucharas fue acuñado por Christine Miserandino en su sitio web llamado "Pero no te ves Enferma". En el artículo "La Teoría de las Cucharas" recordó una conversación, en la que una amiga cercana y compañera de cuarto le preguntó acerca de cómo se siente tener lupus. Como los dos estaban en un restaurante, Miserandino espontáneamente tomó cucharas de las mesas cercanas para utilizarlas como ayuda visual. Se las entregó a su amiga, y entonces le pidió que describiera los acontecimientos de un día típico, quitándole una cuchara luego de cada actividad hipotética. De este modo pudo ilustrar que las cucharas, o energía, tenían que ser racionadas para evitar que se terminen antes del fin del día. Miserandino también afirmó que es posible de superar el límite diario, pero eso significaría "tomar prestadas" las del futuro, y puede resultar en no tener cucharas suficientes para el día siguiente.

## Consideraciones especiales
Las cucharas podrían ser restauradas después de una noche de descanso. Aun así, las personas con enfermedades autoinmunes también pueden tener desórdenes de sueño, además de un suministro particularmente bajo de energía. Algunas personas discapacitadas pueden cansarse, no por su condición, sino por el esfuerzo constante por tratar de hacer que su patología pase desapercibida.
 Las personas autistas que se adscriben a esta teoría, informan que cuando ya no les queda energía, experimentan colapsos nerviosos o burnout.

## Usos más amplios
Su utilización es cada vez más común entre las personas neurotípicas (sin patologías o trastornos mentales), para referirse a las reservas de energía física o mental.